# 美國最高法院大樓
美國最高法院大樓（英語：Supreme Court Building）是美國最高法院的辦公場所，竣工於1935年。美國最高法院大樓地處華盛頓東北區，在1987年5月4日被列入國家歷史地標。最高法院大樓又有「大理石宮」的別稱，距國會圖書館約有一英里距離。最高法院大樓開始修建於1932年，竣工於1935年，威廉·霍華德·塔虎脫在1912年就已提出構想。最高法院建築由卡斯·吉爾伯特設計，風格為模仿古希臘神廟的新古典主義建築。

## 外部連結
- OpenStreetMap上有關美國最高法院大樓的地理
- Supreme Court of the United States （页面存档备份，存于）
- Virtual tour （页面存档备份，存于）
- Outdoor sculpture at the Supreme Court Building
- Supreme Court Building （页面存档备份，存于）
- . Supreme Court of the United States.   [2010-03-19]. （原始内容存档于2021-02-16）.
- A Permanent Home—Supreme Court Historical Society
- Supreme Court Visitors Guide （页面存档备份，存于）
- Supreme Court Visitors Guide for Oral Arguments （页面存档备份，存于）
- National Register of Historic Places listing for the United States Supreme Court Building （页面存档备份，存于）
- C-SPAN's Building the Court （页面存档备份，存于）